# Lijst van wereldkampioenen ploegentijdrit elite vrouwen
De ploegentijdrit voor vrouwen bij de elite stond van 1987 tot en met 2018 op het programma van de wereldkampioenschappen wielrennen.

## Geschiedenis
Het eerste WK wielrennen werd in 1921 gehouden in de Deense hoofdstad Kopenhagen. De tijdrit in ploegverband voor mannen werd in 1962 ingevoerd. De vrouwen moesten nog tot 1987 wachten op een eerste ploegentijdrit. Tot en met 1994 stond de ploegentijdrit open voor nationale ploegen. Dat jaar werd deze discipline afgeschaft. In 2012 werd ze nieuw leven ingeblazen. Sedertdien werd er onder commerciële wielerploegen gestreden om de wereldtitel. In 2018 werd deze discipline wederom van de kalender gehaald. 

## Erelijst
| Jaar                          | Plaats     | Goud                  | Zilver             | Brons            |
| 2018                          | Innsbruck  | Canyon-SRAM           | Boels-Dolmans      | Team Sunweb      |
| 2017                          | Bergen     | Team Sunweb           | Boels-Dolmans      | Cervélo-Bigla    |
| 2016                          | Doha       | Boels-Dolmans         | Canyon-SRAM        | Cervélo-Bigla    |
| 2015                          | Richmond   | Velocio-SRAM          | Boels-Dolmans      | Rabo-Liv         |
| 2014                          | Ponferrada | Specialized-Lululemon | Orica-AIS          | Astana-BePink    |
| 2013                          | Florence   | Specialized-Lululemon | Rabobank-Liv Giant | Orica-AIS        |
| 2012                          | Valkenburg | Specialized-Lululemon | GreenEDGE-AIS      | AA Drink         |
| 1995-2011: geen kampioenschap |            |                       |                    |                  |
| 1994                          | Agrigento  | Rusland               | Litouwen           | Rusland          |
| 1993                          | Oslo       | Rusland               | Verenigde Staten   | Italië           |
| 1992                          | Benidorm   | Verenigde Staten      | Frankrijk          | Rusland          |
| 1991                          | Stuttgart  | Frankrijk             | Nederland          | Sovjet-Unie      |
| 1990                          | Utsunomiya | Nederland             | Verenigde Staten   | Sovjet-Unie      |
| 1989                          | Chambéry   | Sovjet-Unie           | Italië             | Frankrijk        |
| 1988                          | Ronse      | Italië                | Sovjet-Unie        | Verenigde Staten |
| 1987                          | Villach    | Sovjet-Unie           | Verenigde Staten   | Italië           |

## Medaillespiegel
| Plaats | Land             | Goud | Zilver | Brons | Totaal |
| 1      | Nederland        | 3    | 5      | 3     | 11     |
| 2      | Verenigde Staten | 3    | 3      | 2     | 8      |
| 3      | Duitsland        | 3    | 1      | 2     | 6      |
| 4      | Sovjet-Unie      | 2    | 1      | 2     | 5      |
| 5      | Rusland          | 2    | 0      | 1     | 3      |
| 6      | Italië           | 1    | 1      | 3     | 5      |
| 7      | Frankrijk        | 1    | 1      | 1     | 3      |
| 8      | Australië        | 0    | 2      | 1     | 3      |
| 9      | Litouwen         | 0    | 1      | 0     | 1      |
| Totaal | Totaal           | 15   | 15     | 15    | 45     |

1921 · 
1922 · 
1923 · 
1924 · 
1925 · 
1926 · 
1927 · 
1928 · 
1929 · 
1930 · 
1931 · 
1932 · 
1933 · 
1934 · 
1935 · 
1936 · 
1937 · 
1938 · 
1946 · 
1947 · 
1948 · 
1949 · 
1950 · 
1951 · 
1952 · 
1953 · 
1954 · 
1955 · 
1956 · 
1957 · 
1958 · 
1959 · 
1960 · 
1961 · 
1962 · 
1963 · 
1964 · 
1965 · 
1966 · 
1967 · 
1968 · 
1969 · 
1970 · 
1971 · 
1972 · 
1973 · 
1974 · 
1975 · 
1976 · 
1977 · 
1978 · 
1979 · 
1980 · 
1981 · 
1982 · 
1983 · 
1984 · 
1985 · 
1986 · 
1987 · 
1988 · 
1989 · 
1990 · 
1991 · 
1992 · 
1993 · 
1994 · 
1995 · 
1996 · 
1997 · 
1998 · 
1999 · 
2000 · 
2001 · 
2002 · 
2003 · 
2004 · 
2005 · 
2006 · 
2007 · 
2008 · 
2009 ·
2010 · 
2011 · 
2012 · 
2013 · 
2014 · 
2015 · 
2016 · 
2017 · 
2018 · 
2019 · 
2020 ·
2021 ·
2022 ·
2023 ·
2024 ·
2025 ·
2026